# Theridion bellatulum
Theridion bellatulum är en spindelart som beskrevs av Claude Lévi 1963. Theridion bellatulum ingår i släktet Theridion och familjen klotspindlar. Inga underarter finns listade i Catalogue of Life.